# Андреа Тоніато
Андреа Тоніато (італ. Andrea Toniato; нар. 27 лютого 1991) — італійський плавець.
Учасник Олімпійських Ігор 2016 року.